# Cabella Ligure
Cabella Ligure (piemontesisch und ligurisch Cabela) ist eine italienische Gemeinde in der Provinz Alessandria (AL), Region Piemont.

## Lage und Einwohner
Die Gemeinde Cabella Ligure liegt knapp 70 km südöstlich von der Provinzhauptstadt Alessandria auf einer Höhe von 510 m über dem Meeresspiegel im ligurischen Apennin. Das im Val Borbera liegende Gemeindegebiet umfasst eine Fläche von 46,78 km² und hat 456 (Stand 31. Dezember 2023) Einwohner. Die Gemeinde besteht aus den weit verteilten Ortsteilen (Fraktionen) Centrassi, Casella, Pobbio Inferiore, Pobbio Superiore, Selvagnassi, Teo, Piuzzo, Cornareto, Rosano, Dovanelli, Cremonte, Piancerreto, Serasso, Dova Inferiore, Dova Superiore, Cosola und Capanne di Cosola.
Die Nachbargemeinden sind Albera Ligure, Carrega Ligure, Fabbrica Curone, Mongiardino Ligure, Ottone (PC), Rocchetta Ligure und Zerba (PC).

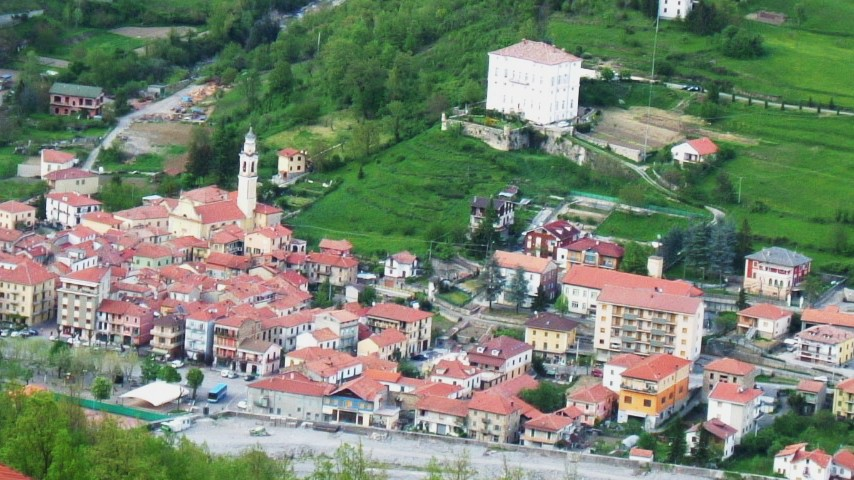
Blick auf Cabella Ligure, im Hintergrund der Palazzo Doria

### Bevölkerungsentwicklung
Die Gemeinde hat seit 1871 einen Bevölkerungsrückgang von 85 % zu verkraften.

## Geschichte

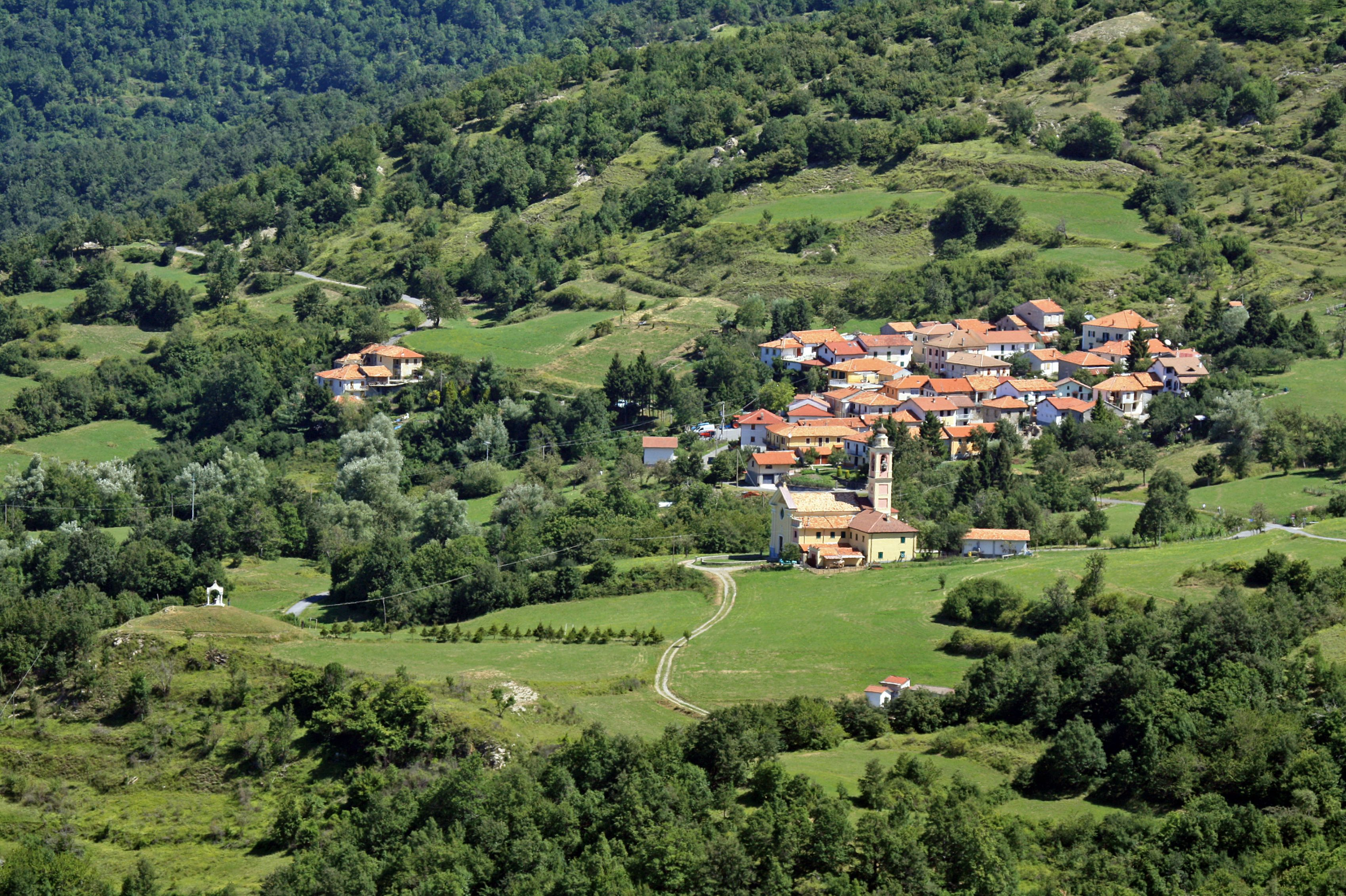
Fraktion Dova Superiore

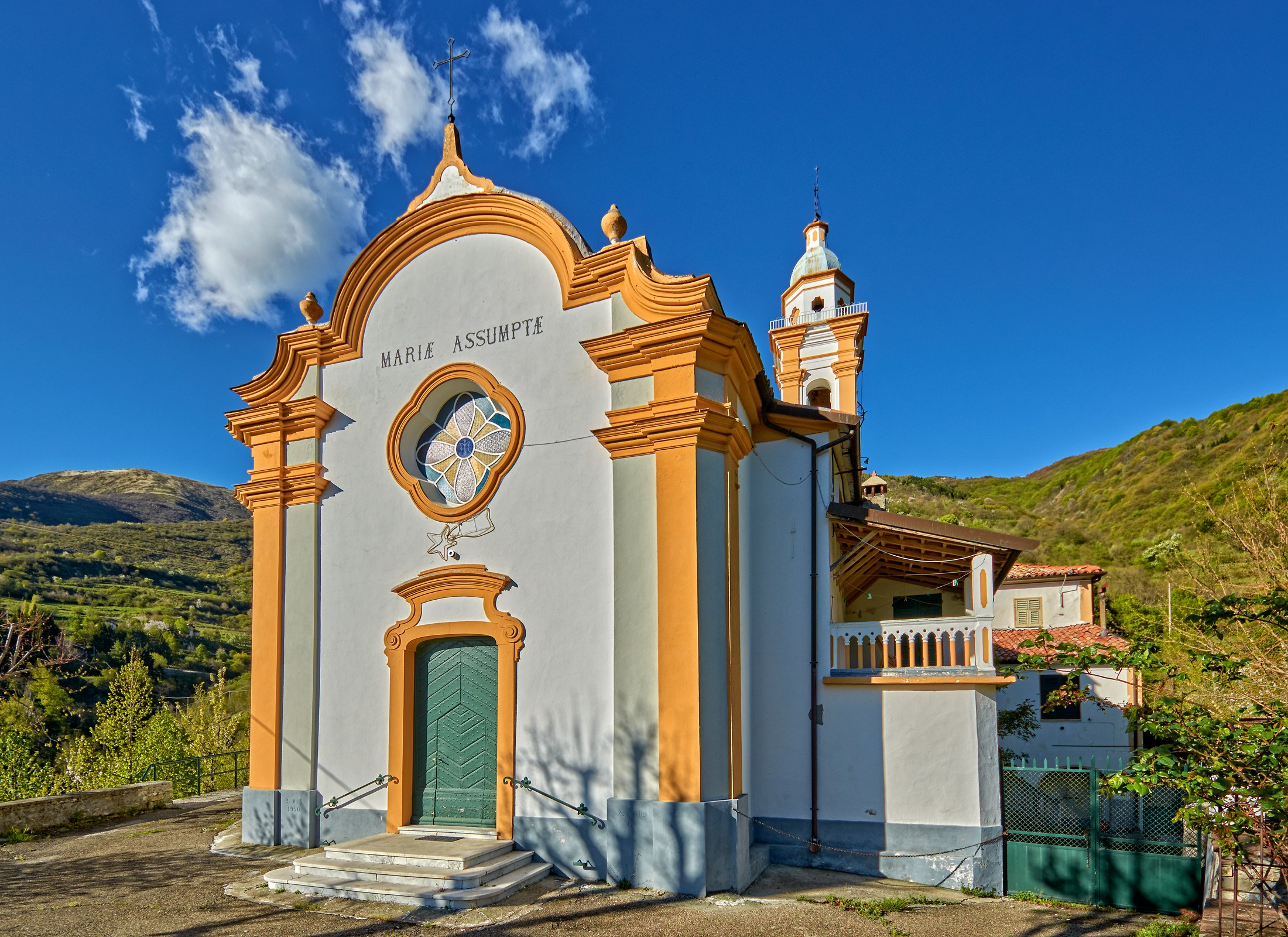
Kirche Santa Maria Assunta in der Fraktion Cosola

Die erste Erwähnung des Ortsnamens stammt aus dem Jahr 1215 mit „Cabela“. Es setzt sich aus dem Substantiv „ca“ für „Zuhause“ und dem Adjektiv „bella“ zusammen und weist eindeutig auf einen „einladenden Familienort“ hin. Das Adjektiv „ligurisch“ weist auf eine historische und kulturelle Zugehörigkeit hin, die nicht vergessen wurde und sich auch heute noch nicht nur in der Architektur einiger Gebäude, sondern auch in der Sprache der Menschen und in der Küche zeigt, in der zwei gastronomische Elemente vereint sind. Es wurden Kulturen geschaffen, die benachbart, aber sehr unterschiedlich voneinander sind.
Seine Geschichte beginnt offiziell im Jahr 1135, als es in den damaligen Chroniken erwähnt wird. Im Jahr 1312 wurde es von Kaiser Heinrich VII. Opizzino Spinola di Luccoli, dem ehemaligen Herrn von Genua, als Lehen verliehen. Die folgenden Jahre waren von einem langen Streit zwischen verschiedenen Herren der Gegend und von erzwungenem Handel mit dem nahegelegenen Ligurien geprägt, bis die anderen im Val Borbera gelegenen Orte plötzlich keine Handelsbeziehungen mehr mit diesem Gebiet pflegten. Die Isolation verschärfte sich noch, als 1823 die Strada dei Giovi eröffnet wurde, die die Hauptverkehrsader durch Genua darstellte und dreißig Jahre später von der Eisenbahnlinie flankiert wurde. Erst 1923 erhielt es eine eigene Straße, die eine stärkere Öffnung für den Verkehr mit anderen Gemeinden ermöglichte.

## Sehenswürdigkeiten
- Das mittelalterliche Schloss Doria, ist heute eine private Residenz.
- Die Pfarrkirche San Lorenzo aus dem 16. Jahrhundert, die jedoch in der Neuzeit renoviert wurde.

## Persönlichkeiten
- Shri Mataji Nirmala Devi (* 21. März 1923 in Chhindwara, Britisch-Indien; † 23. Februar 2011 in Genua, Italien) ist die Begründerin von Sahaja Yoga. Lebte 18 Jahre während den Sommermonaten im Palazzo Doria. Diesen Ort bezeichnete  sie als „den perfekten Ort, um Frieden zu finden“.[3]